# Sansibar
Sansibar [ˈzanzibaːɐ̯] (englisch Zanzibar; arabisch زنجبار, DMG Zanǧi-bār; Bedeutung wahrscheinlich „Küste der Schwarzen“, vgl. Zandsch) ist ein halbautonomer Teilstaat des Unionsstaates Tansania in Ostafrika. Seine gleichnamige Hauptstadt ist Sansibar.

## Geographie
Das Gebiet besteht aus den beiden Nachbarinseln Unguja (früher ebenfalls Sansibar genannt) und Pemba, jeweils mit Nebeninseln, sowie der abgelegenen kleinen Latham-Insel, alle im Sansibar-Archipel.
Die in geographischer Hinsicht ebenfalls zum Sansibar-Archipel gerechnete Insel Mafia ganz im Süden ist nicht Teil des Gebietes, gehörte aber bis 1885 zum Sultanat Sansibar.
Bei der Volkszählung im Jahr 2022 betrug die Gesamtbevölkerung 1.889.773.
Die Fauna von Unguja dokumentiert die Landbrücke der Insel zum afrikanischen Kontinent während der letzten Eiszeit. Der Sansibar-Leopard war eine der endemischen Subspezies, die sich als neue Art auf der Insel gebildet haben. Um die Insel finden sich Korallenriffe und Seegraswiesen im küstennahen Bereich.
Der Tanzanian Wildlife Act bezieht die Flora und Fauna Sansibars mit ein.

## Geschichte

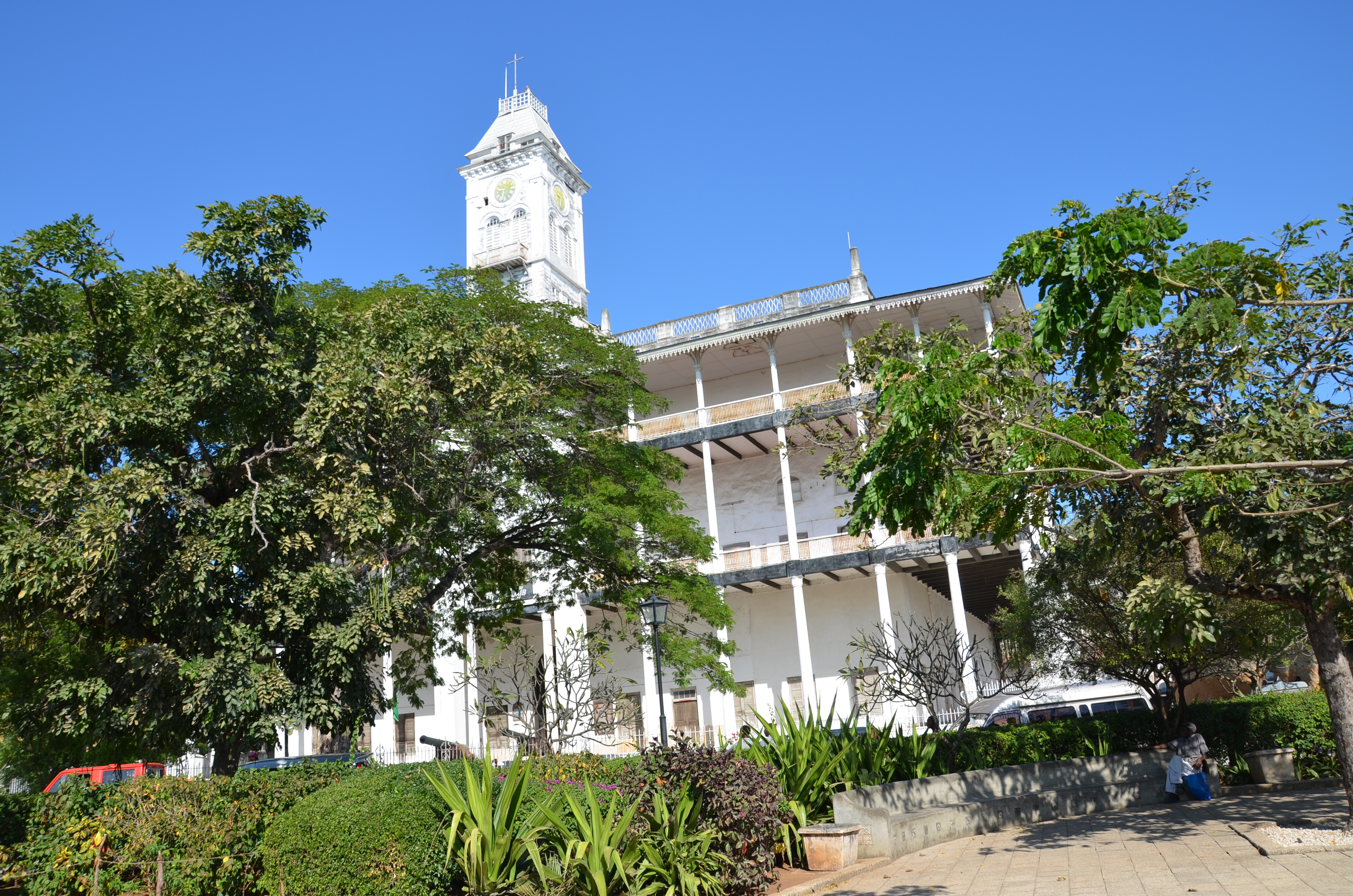
„Haus der Wunder“ in Stone Town

Die ersten Spuren menschlicher Besiedlung stammen aus der LSA-Epoche. Im Zuge der Bantu Expansion setzten sich bantusprachige Gruppen auf den Inseln durch.
Sansibar spielte, als Drehscheibe und Hafen für Waren wie Gold, Elfenbein und Textilprodukte, eine wichtige Rolle für die Handelsströme des Indischen Ozeans. Im 10. Jahrhundert siedelten sich persische Händler an. Diese Vorfahren der Schirasi verbreiteten vermutlich auch den Islam auf den Inseln. In den folgenden Jahrhunderten stieg der arabische Einfluss, speziell aus dem Oman, immer weiter an. Die Bevölkerung ist bis heute von diesen vielfältigen kulturellen Einflüssen geprägt.
1831 verlegte Said ibn Sultan, Sultan des Oman, seinen Regierungssitz nach Stone Town. Die Stadt war zu dieser Zeit der wichtigste Knotenpunkt für den Sklavenhandel an der ostafrikanischen Küste. Der Anbau von Gewürznelken und Kokosnüssen waren weitere signifikante wirtschaftliche Aktivitäten. 1861 wurde Sansibar zum unabhängigen Sultanat und kontrollierte, zusätzlich zu den beiden Hauptinseln, umfangreiche Gebiete entlang der ostafrikanischen Küste. Unter der Herrschaft des Sultans Bargasch wurde der Sklavenhandel 1873 auf Druck der Briten hin offiziell verboten, vom Sultan aber inoffiziell bis 1897 weiterbetrieben. Das Deutsche Kaiserreich und das Vereinigte Königreich verleibten die meisten Küstenterritorien ihren Kolonialreichen ein. Nachdem die beiden Großmächte den sogenannten Sansibar-Helgoland-Vertrag unterschrieben hatten, erlangten die Briten 1890 mit der Proklamation eines Protektorats die Kontrolle über das verbliebene Staatsgebiet. Nach dem Tod des pro-britischen Sultans Hamad bin Thuwaini 1896 kam es zum Britisch-Sansibarischen Krieg, da sein Cousin Chalid ibn Barghasch staatsstreichartig die Macht ergriffen hatte. Der Krieg, welcher als kürzester Krieg aller Zeiten in die Geschichtsbücher einging, endete mit einem britischen Sieg und der Flucht des Sultans ins Ausland. Der neue Sultan wurde anschließend von der britischen Protektoratsmacht bestimmt.
Am 10. Dezember 1963 erlangte das Sultanat und damalige britische Protektorat Sansibar die Unabhängigkeit.
Am 12. Januar 1964 wurde die Volksrepublik Sansibar und Pemba ausgerufen, die knapp 110-jährige Herrschaft der Sultane fand damit ihr Ende. Nach einer blutigen Revolution der schwarzen Mehrheitsbevölkerung gegen die arabischstämmige Oberschicht – die Inseln waren von 1698 bis zum 6. April 1861 Teil des Sultanats Oman gewesen – erklärte sich Sansibar unabhängig und tendierte sehr bald zum sozialistischen Lager.
Unter starkem politischen Druck von außen schlossen sich Sansibar und das unabhängige Tanganjika am 26. April 1964 zunächst unter dem Namen Vereinigte Republik von Tanganjika und Sansibar zusammen. Die Republik wurde dann rund ein halbes Jahr später am 1. November 1964 in Vereinigte Republik Tansania umbenannt.

## Verwaltung
Sansibar verfügt als Teilstaat innerhalb Tansanias über eine eigene Regierung, ein Parlament und einen Präsidenten (seit November 2020 Hussein Mwinyi). Sein höchstes Gericht untersteht nicht dem höchsten Gericht der Union Tansania.
Das Gebiet umfasst fünf der insgesamt 31 Verwaltungsregionen Tansanias (mkoa), zwei auf der Insel Pemba und drei auf der Hauptinsel Unguja:
| Region (mkoa)          | Swahili          | Hauptstadt | Fläche km² | Bevölkerung 2007 |
| ---------------------- | ---------------- | ---------- | ---------- | ---------------- |
| Pemba North            | Kaskazini Pemba  | Wete       | 574        | 224.951          |
| Pemba South            | Kusini Pemba     | Mkoani     | 332        | 216.479          |
| Zanzibar North         | Kaskazini Unguja | Mkokotoni  | 470        | 160.463          |
| Zanzibar Central/South | Kusini Unguja    | Koani      | 854        | 105.456          |
| Zanzibar Urban/West    | Mjini Magharibi  | Sansibar   | 224        | 447.716          |
| Sansibar               | Zanzibar         | Sansibar   | …          | 1.155.065        |

Jede dieser Regionen ist wiederum in zwei Distrikte (wilaya) gegliedert, insgesamt bestehen also zehn Distrikte.
Die Distrikte werden ferner in wards (shehia) gegliedert. Mehrere wards bilden jeweils einen Wahlkreis (constituency).
In ländlichen Gebieten gibt es auf der untersten Ebene Dörfer (villages). Ein ward kann ein oder mehrere Dörfer aufweisen. In städtischen Gebieten ist ein ward ein Stadtteil.

## Lebensstandards und Gesundheit
Sansibar hat als halbautonomer Archipel einen etwas besseren Lebensstandard als das Festland Tansanias. Die Wirtschaft der Insel basiert hauptsächlich auf Tourismus und Landwirtschaft, die den Einheimischen Arbeitsplätze und Einkommen bieten. Dennoch lebt die Mehrheit der Bevölkerung in Armut und hat keinen Zugang zu grundlegenden Dienstleistungen. Folgen des Tourismus sind außerdem ein hoher Wasserverbrauch und das Entstehen großer Mengen Abwässer. Diese werden wiederum für Cholerafälle auf Sansibar verantwortlich gemacht.
Das Bruttoinlandsprodukt pro Person lag 2021 bei 1.208 US-Dollar. Über die Hälfte der Bevölkerung lebt unterhalb der Armutsgrenze. Die Kindersterblichkeit in Sansibar beträgt 54 von 1000 Lebendgeburten. Man schätzt, dass etwa 12 % der Kinder unter akuter Mangelernährung leiden.
Die Lebenserwartung bei der Geburt lag 2010 bei 54 Jahren. Dieser Wert lag unter dem damaligen weltweiten Durchschnittswert von 67 Jahren.

## Infrastruktur und Transport
Sansibars Straßennetz hat eine Gesamtlänge von 1600 Kilometer, von denen die wichtigsten Verbindungen asphaltiert oder teilasphaltiert sind. Die restlichen Straßen sind Schotterstraßen oder unbefestigt und werden nur unregelmäßig instand gesetzt.
Es existieren keine öffentlichen Nahverkehrsmittel in Sansibar; es verkehren jedoch private Sammeltaxen, die als Daladala bezeichnet werden.
In Sansibar haben sich seit dem Ende der 1980er Jahre recht gute Verkehrsverbindungen überwiegend privater Betreiber auf dem Wasserweg zwischen den beiden Hauptinseln und nach Daressalam, Stadtteil Posta entwickelt, über den über 90 % des Handels abgewickelt wird. Es gibt auf Unguja und Pemba fünf Häfen, an denen sowohl Frachtschiffe als auch Privatboote anlegen können. Die Zanzibar-Port Corporation (ZPC) ist eine öffentliche Einrichtung, die die Häfen autonom betreibt und entwickelt. Die Kaimauern der wichtigsten Seehäfen Sansibars wurden 1989–1991 mit finanzieller Unterstützung der damaligen Europäischen Wirtschaftsgemeinschaft errichtet.
Sansibars Hauptflughafen, Zanzibar International Airport, liegt in der Nähe der Stadt Sansibar. Von dort gibt es regelmäßige Verbindungen zum Festland, nach Pemba sowie nach Europa und Asien, was zu einem Anstieg des Tourismus auf den Inseln führte.
Von Sansibar aus bestehen Direktverbindungen zum Fährterminal Dar es Salaam.

## Kultur

### Sprache und Herkunft
Die Bewohner Sansibars sind unterschiedlicher ethnischer Herkunft, u. a. vom Volk der Schirazi. Die Bevölkerung spricht Swahili, das in weiten Gebieten Ostafrikas als Verkehrssprache dient. Amtssprachen sind Swahili und Englisch. Weiterhin wird in vielen Gegenden Arabisch gesprochen.

### Medien
Der TV-Veranstalter in Sansibar heißt Television Zanzibar (TVZ).

### Sport
Fußball ist die populärste Sportart in Sansibar; der Dachverband heißt Zanzibar Football Federation. Diese Organisation ist zwar ein Mitgliedsverband der Confederation of African Football (CAF), jedoch kein FIFA-Mitglied, weshalb das Team auch nicht bei Weltmeisterschaften teilnehmen kann. 1981 wurde eine eigene Liga gegründet.

### Musik
Die traditionelle Musik der Inseln Sansibar, Pemba und der tansanischen Küste bildet eine Stilregion und unterscheidet sich von den Musikstilen im Landesinnern Tansanias durch einen starken historischen Einfluss der arabischen Musik. Hierzu gehören der Einsatz der Violine und der udi genannten arabischen Laute Oud. Diese Instrumente und der arabische Einfluss stehen auch im Zentrum des Musikstils taarab, der in den 1880er-Jahren unter Sultan Bargasch in Sansibar eingeführt wurde. Die auf Swahili gesungenen Liedgattungen shairi (Themen sind Liebe oder Krieg) und utenzi (epische Erzählungen über religiöse oder historische Themen) sind ebenfalls von der arabischen Kultur beeinflusst. Die jemenitische Schalenhalslaute qanbus ist auf Sansibar als gabbus bekannt und die Rahmentrommel tar heißt auf Sansibar tari, ebenso ein Tanzstil. Eine bedeutende Taarab-Sängerin der 1920er und 1930er Jahre sowie die erste afrikanische Sängerin, die auf Schellackplatten aufgenommen wurde, war die auf Sansibar geborene Siti binti Saad (um 1880–1950).
Eine muslimische Aufführungsform ist der maulidi (von arabisch Maulid an-Nabī, „Geburtstag des Propheten“), bei festlichen Anlässen ohne instrumentale Begleitung vorgetragene Erzählungen aus dem Leben des Propheten Mohammed. Auf öffentlichen Plätzen versammeln sich dazu hunderte Zuhörer. Zwischen den einzelnen Kapiteln der Erzählungen singen Koranschüler Qasiden (aus der arabisch-islamischen Tradition stammende Gedichte) auf Arabisch oder Swahili.
Weitere Musikstile stammen ebenfalls aus der arabischen Tradition. Bei dem in seiner originalen Form bereits in den 1990er Jahren selten gewordenen sambra bildete die am Roten Meer verbreitete Leier simsimiyya (Swahili utari) das zentrale Instrument. Beim sharaha ist die Kegeloboe nzumari unverzichtbar. Die zu beiden Stilen gehörenden Rhythmen werden auch im taarab verwendet. Das typische Rhythmusinstrument für die traditionellen Stile ist die kleine zweifellige Zylindertrommel mirwas, die aus der jemenitischen Region Hadramaut eingeführt wurde.
Musik mit Trogxylophonen, die wie auch Lamellophone allgemein marimba genannt werden, gehört hingegen zur afrikanischen Tradition. Lewah oder leiwah (von Swahili -lewa, „betrunken werden“) ist ein alter Tanzstil der Swahili-Küste mit mehreren Trommeln und der melodieführenden Kegeloboe mizmar, der von Sansibar durch Omanis in den Oman ausgeführt wurde.
Seit den 1990er Jahren ist unter Jugendlichen auch der Bongo Flava, die tansanische Variante des afrikanischen Hip-Hop, beliebt.

## Religion

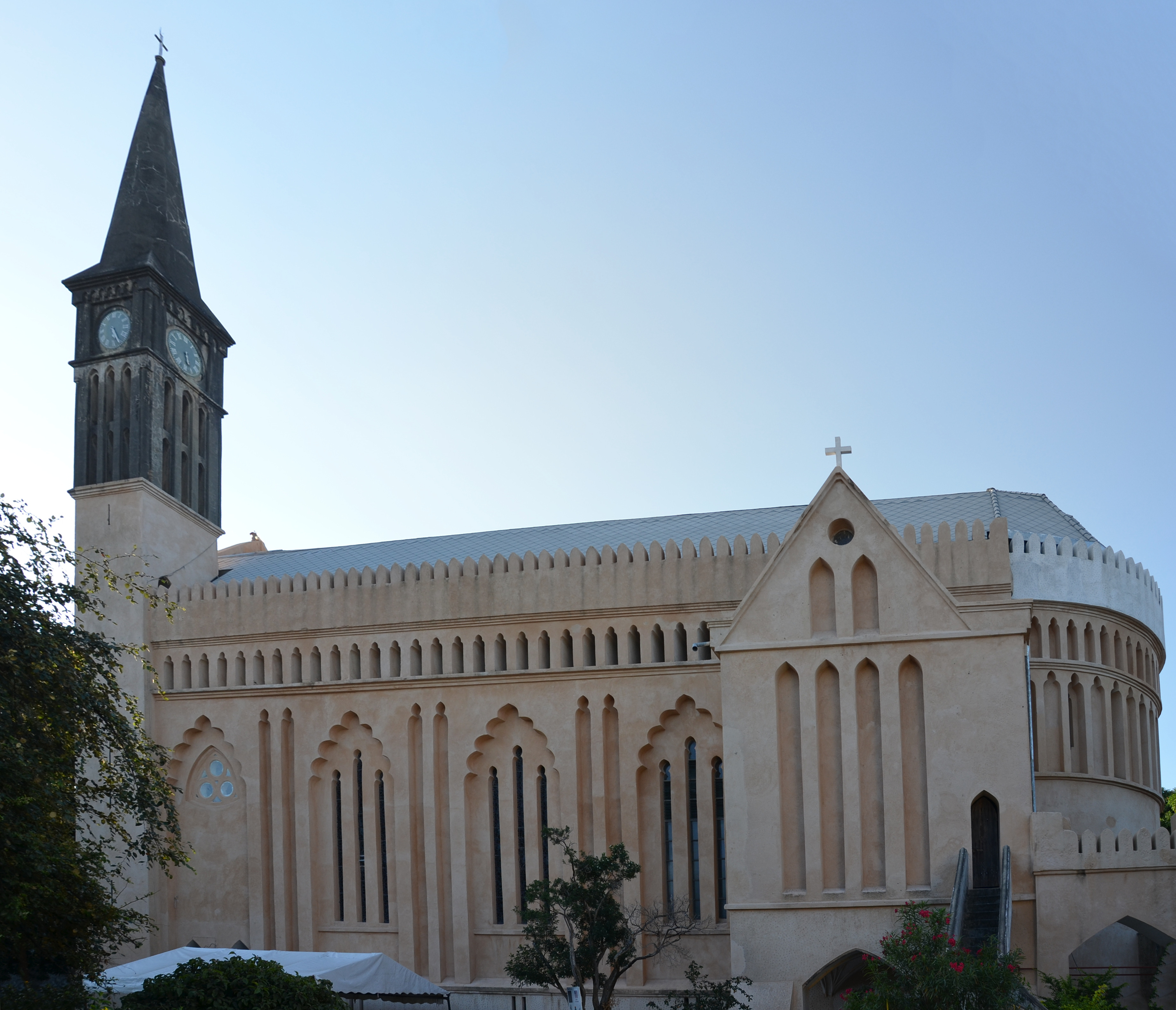
Anglikanische Kathedrale in Sansibar, 1873 bis 1880 auf Veranlassung der von David Livingstone gegründeten Universities’ Mission to Central Africa auf dem Platz des früheren Sklavenmarktes erbaut.

Die Bevölkerung Sansibars besteht neben einer kleinen indischstämmigen hinduistischen Gruppe und etwa 22.000 Christen (Stand 2018) fast vollständig aus Muslimen. Unter den männlichen Muslimen sind Sufi-Orden stark verbreitet. Die Qādirīya ist bis heute in den städtischen und ländlichen Milieus von Sansibar die populärste Tarīqa. Andere Orden, die in Sansibar eine größere Anhängerschaft besitzen, sind die Schādhilīya, die Rifāʿīya, die Ahmadīya Dandarāwīya, die Naqschbandīya und die Tarīqa ʿAlawīya. Im 19. Jahrhundert war noch die Schādhilīya die zahlenmäßig stärkste Bruderschaft. Sie war vor allem bei den komorischen Einwanderern verbreitet, die um die 1850er Jahre nach Sansibar strömten.